# Archivio di Stato di Pisa
L'Archivio di Stato di Pisa, che ha sede presso Palazzo Toscanelli, è l'ufficio periferico del Ministero per i beni e le attività culturali  che per legge conserva la documentazione storica prodotta dagli enti pubblici della provincia di Pisa e per deposito volontario, custodia temporanea, donazione o acquisto ogni altro archivio o raccolta documentaria di importanza storica.

## Storia
L'Archivio di Stato di Pisa venne istituito il 22 febbraio 1860 dal Governo Provvisorio Toscano. Ebbe come prima collocazione il palazzo sopra le Logge di Banchi, inaugurata il 4 giugno del 1865 e oggi utilizzata come sede sussidiaria.
Il nucleo originale della collezione comprendeva documenti provenienti dagli archivi della Repubblica Pisana, da quelli del Comune di Pisa nel periodo di dominazione fiorentina, da quelli del periodo granducale, nonché dai depositi degli Ospedali Riuniti, dell'Opera della Primaziale, della Pia Casa della Misericordia e dei Cavalieri di Santo Stefano. È stata successivamente arricchita dagli archivi provenienti da istituzioni cessate (come l'Archivio del Vicariato e della Podesteria di Lari) i monasteri pisani e dalle donazioni di privati appartenenti a nobili famiglie toscane.

## Patrimonio
Il patrimonio comprende documenti a partire dall'VIII secolo, raccolti in più di 130 inventari.